# Església parroquial de Sant Joaquim i Santa Bàrbara (Catellfabib)
L'església Parroquial de Sant Joaquim i Santa Bàrbara és una temple religiós sota l'advocació de Sant Joaquim i Santa Bàrbara en el llogaret d'Arroyo Cerezo, terme municipal de Castielfabib.
És Bé de Rellevància Local amb identificador nombre 46.09.092-003.